# Chiemsee (Sportartikel)
Die Chiemsee GmbH & Co. KG ist ein deutsches Unternehmen für Bekleidung im Outdoor- und Streetwearbereich mit Sitz in Norderstedt.
Unter der Marke Windsurfing Chiemsee wurde ab 1982 zunächst Hartware für (Wind-)Surfer angeboten. Seit 2003 ist das Unternehmen im Besitz der Norderstedter Schmidt-Gruppe, unter deren Leitung Bekleidung für Herren, Damen und Kinder, Accessoires (vor allem Taschen und Gepäck) und Schuhe im unteren Mittelpreissegment unter der Marke Chiemsee angeboten wird.

## Unternehmensgeschichte

### Die Anfänge in Grabenstätt
Die Brüder Christoph und Martin Imdahl, Kinder von Hanny und Heinz Imdahl, betrieben ab 1977 noch als Schüler am Chiemsee eine Surfschule und einen Surfzubehör-Handel. Nachdem sie den ehemaligen österreichischen Profi-Surfer Mike Eskimo (Michael Ribolitz) 1979 auf Hawaii kennengelernt hatten, erschufen sie 1982 zusammen mit ihm und ihrem Bekannten, dem damaligen BWL-Studenten Jörg Kaller (* 1956), der im Engadin eine Surfschule betrieben hatte, in Grabenstätt die Marke Windsurfing Chiemsee. Die gleichnamige Firma wurde im selben Jahr gegründet. Eskimo/Ribolitz wurde Chef-Designer des Labels. Die Eltern der Imdahl-Brüder betrieben das Hotel Chiemgauhof, in dessen Garage anfangs ein Surfshop betrieben wurde. Den ersten Auftritt hatte Chiemsee 1982 auf der Wassersportmesse „Boot“ in Düsseldorf. Martin Imdahl verkaufte seinen Anteil 1992 an den späteren Geschäftsführer Kaller, Christoph Imdahl stieg 1999 aus dem Unternehmen aus und übernahm das elterliche Hotel. Ursprünglich stellte das Unternehmen Chiemsee Hartwaren wie Surfbretter her. Eine Bekleidungskollektion mit T-Shirts, Shorts und einer Nylonjacke mit Kängurumuster, die vom Markt begeistert aufgenommen wurde, folgte 1984. 1986 wurde die erste Snowboardmodekollektion lanciert. 1988 wurde die Unternehmenszentrale in einem ehemaligen Mädchenpensionat in Grabenstätt eingeweiht.

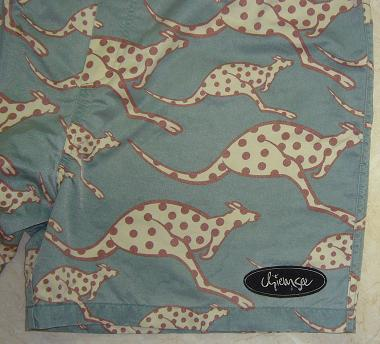
Chiemsee-Badeshorts mit Känguru-Motiv, Anfang 1990er

1984 begann unter dem Motto „Chiemsee & Friends“ das Sportsponsoring von Surf-Weltcups und später auch Snowboard-Weltmeisterschaften. „Chiemsee & Friends“ bestand aus einer Gruppe von Sportlern, sogenannte „Teamrider“, wie bspw. ab 1986 die Snowboarder Peter Bauer und Jean Nerva oder ab 1992 der Surfer Gerry Lopez, und Künstlern, die medienwirksam in Werbekampagnen für Chiemsee erschienen. 1985 stattete Chiemsee das Hi-fly-Team um Björn Schrader, Kai Schnellbacher und Ralf Bachschuster bspw. während des Windsurf World Cup Sylt aus. Die Gruppe der „Friends“ bzw. der „Chiemsee Family“ bestand zeitweilig aus um die 100 in der Sportszene bekannten Persönlichkeiten. 1993 war Chiemsee der Hauptsponsor der renommierten Pipe Masters an der North Shore auf Hawaii, die hierfür in Gerry Lopez CHIEMSEE Pipe Masters umbenannt wurde.

### Erfolgsjahre
Die Marke erlebte ihre Blütezeit in den späten 1980er, frühen 1990er Jahren. Das Unternehmen konnte sich aufgrund seiner Popularität bei den Kunden hohe Verkaufspreise und eine restriktive Vertriebspolitik bei den Einzelhändlern, welche sich schriftlich mit Fotos von ihrem jeweiligen Einzelhandelsgeschäft um Lieferverträge bewerben mussten, erlauben. Die Umsätze stiegen stetig. Es wurden seitenstarke Hochglanzprospekte als Kollektionskataloge gedruckt, die weniger die Kleidung an sich als vielmehr einen Chiemsee-Lifestyle aufzeigen sollten. 1994 wurde das Chiemsee-Magazin respect lanciert, welches 1996 in menu umbenannt und bis 2000 als Kioskmagazin vertrieben wurde. Chiemsee genoss Kult-Status in der Surf- und Snowboardgemeinde am Strand und auf der Skipiste und, davon abgeleitet, ebenso beim jugendlichen Endverbraucher.
Markenzeichen von Chiemsee waren und sind die 1987 eingeführte stilisierte Rückenansicht eines Wasserspringers mit ausgestreckten Armen, der sogenannte Acapulco Springer bzw. Jumper, sowie bereits ab 1984 gepunktete Kängurus in grellen Farben und – ab 1994 für die Zweitlinie Plusminus – die Zeichen + (Plus) und − (Minus). Chiemsee konkurrierte mit Marken wie Oxbow, Mistral, O’Neill, Killer Loop, Sunshine, Burton oder Fire & Ice (Bogner).
Das Portfolio umfasste im Laufe der Jahre die Hauptkollektion Classic Line, die Sportkollektion Active Wear, die Denim-Kollektion Chiemsee Jeans, die Bypass-Kollektion für den Mountainbike-Sport (1996 eingestellt), die preisgünstigere Zweitlinie Plusminus (ab 1994), die modische Matador-Kollektion (ab 1996 von Martin Imdahl separat geführt), die Mini-Serie Nautic mit Parkas und Westen aus recycleten Segeln (1996 in die Hauptlinie integriert), die funktionale Skimodenkollektion Defrost (ab 1994), die Streetwear-Kollektion B-Street sowie die Kinderkollektion Chiemsee Kid’s (ab 1992). 1996 wurde zudem eine Lizenzkollektion zur ARD-Serie Gegen den Wind lanciert. 1998 wurde eine eigene Damenkollektion fernab der Sportmode präsentiert, die allerdings 2000 wieder eingestellt wurde. Das Design der Kollektionen erfolgte in vollem Umfang in Bernau am Chiemsee.

### Lizenzen, Produktion und Vertrieb
Im Laufe der Jahre wurden zahlreiche Lizenzen vergeben: Brillen (ab 1997 CCS Royal, Chemnitz), Düfte und Kosmetik (ab 1999 Cosmopolitan, Köln; ab 2006 Mibelle AG, Buchs), Silberschmuck (ab 2000 BHL, Siesbach/Idar-Oberstein, ab 2004 Lifestyle Group, Eching), Schuhe (ab 1999 On Top Schuh, Seligenstadt; ab 2004 in Eigenregie), Schreibwaren (ab 1999 Baier & Schneider, Heilbronn), Socken (EMC Fashion Trading, Recklinghausen), Unterwäsche (ab 2001 Götz, Albstadt-Margrethausen; ab 2003 Gonso, Albstadt), Gürtel/Handschuhe (Bazlen, Metzingen), Lederwaren (ab 2001 Müller& Meirer, Kirn), Bett- und Badtextilien (ab 2001 Teka, Blumenau), Sportuhren (ab 2002 Lifestyle Group, Eching), Kinderbekleidung (ab 2002 Püttmann, Paderborn; ab 2004 in Eigenregie). Im Jahr 2001 wurden mit Lizenzen ca. 30 Mio. DM erzielt, 2002 waren es noch 8 Mio. €.
Anfang der 1990er Jahre wurden pro Jahr ca. 800.000 Teile in Fabrikationsstätten in Österreich und Portugal produziert. Die Produktion der Bypass-Kollektion wurde ab Mitte der 1990er Jahre nach Korea verlagert. Ab Anfang der 2000er Jahre bestand je ein Kreativ- sowie Produktteam für die beiden Marken Chiemsee und Plusminus. Das Unternehmen unterhielt ein „Chiemsee Far East Büro mit Sitz in Hongkong“ und „Produktionsbetriebe [...] in Asien und Europa“. In Bernau fand bis Anfang der 2010er Jahre die Qualitätskontrolle und die Logistiksteuerung für Europa statt.
Chiemsee betrieb auch eigene Ladengeschäfte, in größeren Geschäften integrierte Chiemsee-Boutiquen (Shops-in-Shop) und Outlets, die zum Teil wieder geschlossen wurden: Ab 1995 bestand im Londoner Kaufhaus Harrods ein Chiemsee-Shop-in-Shop. In Brighton befand sich die britische Niederlassung und ein Ladengeschäft auf drei Etagen. Weitere Geschäfte eröffneten in den Niederlanden und Italien, wo ebenso eine Tochtergesellschaft bestand. Outlets gab es u. a. in Wertheim, Gundelfingen, Metzingen, Wustermark/Berlin. 2004 wurde ein Shop-in-Shop bei Sportscheck in München eröffnet. 2005 wurde mit Partnern ein Chiemsee-Geschäft in St. Moritz eröffnet. 2007 betrieb Chiemsee 50 Shops-in-Shop in Deutschland und zwei Stores (am Chiemsee und in St. Moritz), im Folgejahr wurden in Lizenz Stores in Asien (Malaysia, Singapur, Thailand, Hongkong) eröffnet. 2008 waren es noch ca. 25 Shops-in-Shop in Deutschland. 2009 wurde das erste eigene deutsche Ladengeschäft in Frankfurt am Main eröffnet.

### Trendwende und Verkauf
1996 betrug der Jahresumsatz noch 76 Mio. DM, ein Jahr später dann 60 Mio. DM. Ende der 1990er Jahre geriet das Unternehmen allerdings in die roten Zahlen. Generelle Umsatzeinbußen in der Textilindustrie setzten auch Chiemsee zu. Die Qualität der Produkte sank, Produktfälschungen oder Nachahmer (bereits ab 1988 „Windsurfing Tegernsee“, „Windsurfing Baggersee“, „Chiemsee Sailing“) schadeten dem Unternehmensimage, immer zahlreicher werdende Konkurrenten ließen die Marktmacht schrumpfen, die jugendliche Zielgruppe wandte sich anderen Marken zu. Bezüglich der Nachahmer entschied der Europäische Gerichtshof 1999, dass Windsurfing Chiemsee eine etablierte und geschützte Marke sei, obwohl geographische Namen (wie hier der bayrische Chiemsee) grundsätzlich jedem zustehen sollten. Windsurfing Chiemsee durfte somit als einzige Firma das Wort Chiemsee als Marke mit Textilien in Verbindung bringen, was ein herber Schlag für Konkurrenten wie die „Chiemsee Sailing“ war, die bis zu 30 Mio. DM Umsatz mit dem Label generiert hatte. Chiemsee setzte sich auch intensiv gegen die vornehmlich aus der Türkei stammende Markenpiraterie zur Wehr. Hierzu wurde mit anderen Markenherstellern die Vereinigung zur Bekämpfung von Produktpiraterie (VBP) in München gegründet. Mitte der 1990er belegte Chiemsee im internationalen Ranking der gefälschten Marken den ersten Platz. Geschäftsführer Kaller wurde 1997 von Heiner Tennie abgelöst, welcher 9,5 % Anteile am Unternehmen kaufte. Kaller hielt zu der Zeit 55 % der Anteile. 1998 präsentierte Chiemsee erstmals seine Kollektionen bei der ISPO, während man in den Jahren zuvor dort lediglich Präsenz, aber keine Ware gezeigt hatte. Für das folgende Jahr wurde der Börsengang geplant und daher 1998 ein Firmenanteil (36 %) an die Börsenmaklergesellschaft Baader Wertpapier GmbH, München, verkauft. 1999 betrug der Jahresumsatz 50 Mio. DM. Die Chiemsee-Holding wurde 2000 in eine Aktiengesellschaft umgewandelt.
Nachdem Imdahl als Designer Ende 1999 ausgeschieden war, wurde Clemens Deilmann Chefdesigner. Florian Steinberger wurde Vertriebschef. Mitte 2000 verließ Tennie das Unternehmen, behielt aber seine Firmenanteile. Kaller schied 2001 aus und behielt einige Firmenanteile (24 %), der Anteil der Baader-Bank stieg auf 66 %. 2001 erzielte Chiemsee einen Jahresumsatz von 32 Mio. € und beschäftigte 50 Mitarbeiter. 2002 wurde Deilmann durch Christian Döhle ersetzt. Ebenso 2002 – dem 20. Geburtstag von Windsurfing Chiemsee – wurden die Preise um ca. 30 % gesenkt, um die Nachfrage anzukurbeln. Im Geschäftsjahr 2002 wurden die Kosten um 13 % gesenkt und ein ausgeglichenes Ergebnis erzielt, der Umsatz war um 2 % im Vergleich zum Vorjahr gestiegen. 2003 wurde Chiemsee von der Norderstedter Schmidt-Gruppe (Geschäftsführer: Jan Schmidt), zu der u. a. die Deutschlandlizenz der italienischen Sportmarke Kappa gehört, übernommen. Schmidt kaufte Chiemsee von der Baader Wertpapierhandelsbank AG in München (66 % Firmenanteil) und der Familie von Jörg Kaller (knapp 25 %). Der Kollektionsumfang von Chiemsee wurde infolge verkleinert, die Kollektionen stärker voneinander abgegrenzt und die Preise nochmals gesenkt. Die Marke, die Mitte der 1990er nur in exklusiven Surf-Boutiquen und hochpreisigen Mode-Läden zu finden war, wurde inzwischen bei Kaufhof und Karstadt angeboten. Ebenso 2003 kam eine Sonderedition des Renault Clio in Zusammenarbeit mit Chiemsee auf den Markt, der Chiemsee Clio. 2005 wurde die für ca. 10 Mio. € gebaute neue Firmen-Zentrale in Bernau bezogen. Mitte der 2000er Jahre blieb Chiemsee hinter Marken wie Quiksilver, die einen Jahresumsatz von 1,3 Mrd. $ vorweisen können, weit zurück. 2006 wurde Chiemsee offizieller Partner der Beach-Volleyball Meisterschaft und kündigte für 2009 die Ausstattung des Toyota-Formel1 Teams an, welches allerdings im Jahr darauf den Rückzug aus der Formel 1 bekanntgab. 2009 startete Chiemsee einen Online-Shop. 2011 bis 2012 erfolgte der Rückzug vom Standort Bernau am Chiemsee in die Konzernzentrale nach Norderstedt. Lediglich der Outlet-Store blieb am Chiemsee erhalten.
Das Unternehmen gilt als Begründer des Segments Fashion Sport im deutschen Bekleidungsmarkt. Nach eigenen Erhebungen des Unternehmens lag 2010 der gestützte Bekanntheitsgrad der Marke Chiemsee in Deutschland bei 88 %.